# Silverstein

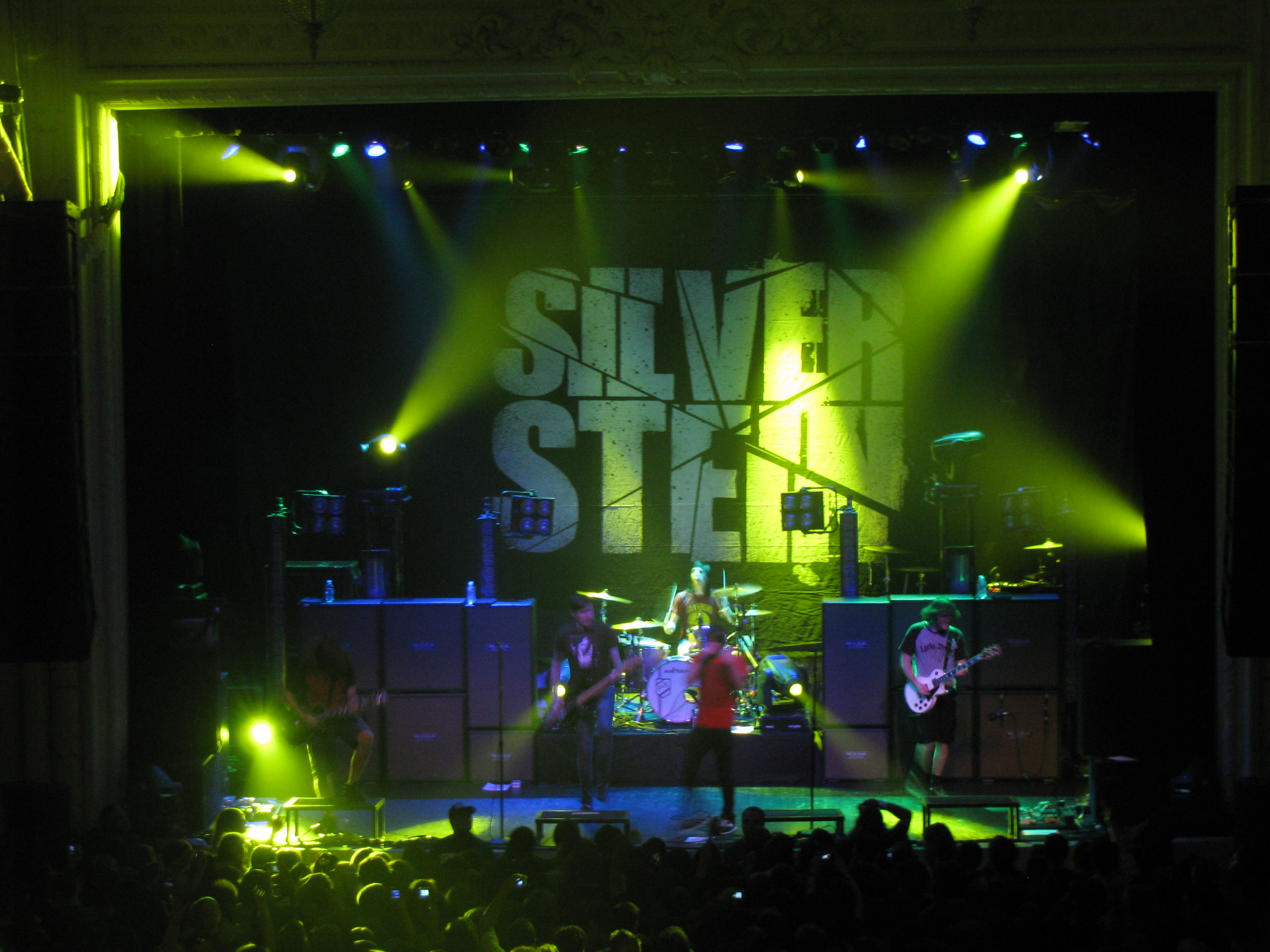
Silverstein 2008

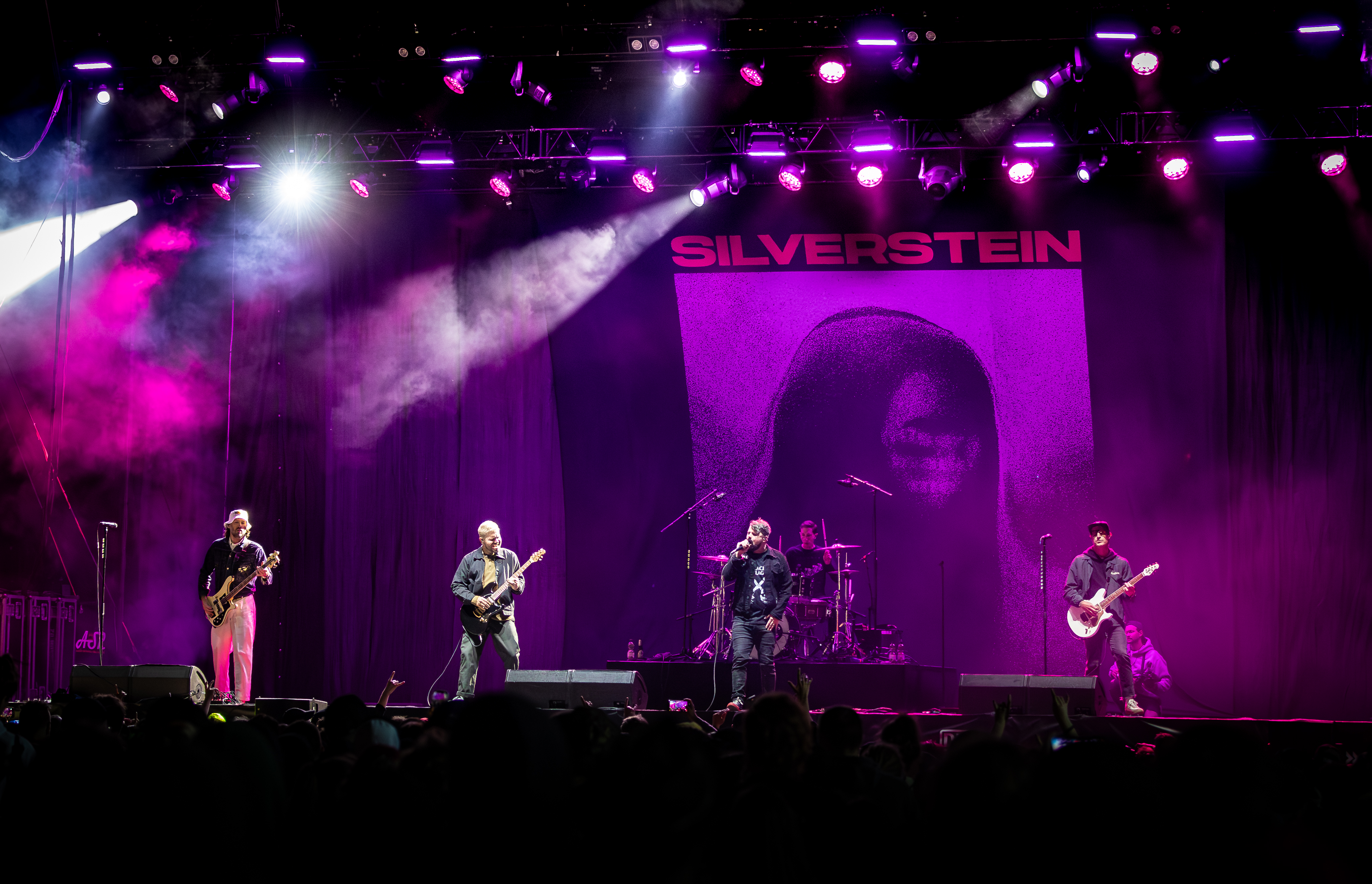
Silverstein live bei Rock am Ring 2023

Silverstein (engl. ausgesprochen „Silverstien“) ist eine im Jahre 2000 gegründete kanadische Post-Hardcore-Band aus Burlington (Ontario). Den Namen übernahm die Band vom kurz vor Bandgründung verstorbenen Autor Shel Silverstein.
2006 waren sie Vorband von Simple Plan auf ihrer Deutschland-Tour. Außerdem hatten sie 2007, 2008 und 2011 jeweils einen Auftritt bei Rock am Ring und Rock im Park sowie zwei weitere Tourneen durch Deutschland und Europa, bei denen sie Headliner waren. Im Vorprogramm spielten Today Forever aus Deutschland. Von November bis Dezember 2009 tourten Silverstein als Vorband der ebenfalls kanadischen Rockband Billy Talent durch Deutschland, Österreich, die Schweiz und Tschechien.

## Geschichte
Silverstein wurde im Jahre 2000 von Shane Told, Richard McWalter, Bill Hamilton, Paul Koehler und Josh Bradford in Burlington, Ontario gegründet.
Schon im ersten Jahr ihres Bestehens nahm die Band in Eigenregie ihre erste EP auf. Kurz danach verließ Richard McWalter die Band und wurde durch Neil Boshart ersetzt.
Zwei Jahre später erschien ihre zweite EP, die ihnen einen Plattenvertrag mit dem Label Victory Records verschaffte, welche im Mai 2003 das erste Album When Broken Is Easily Fixed veröffentlichte. Es folgten einige Tourneen mit anderen Bands wie As I Lay Dying oder Hawthorne Heights.
Ihr zweites Album Discovering the Waterfront nahmen sie im Jahre 2005 unter Regie von Cameron Webb auf.
Darauf gab es weitere Tourneen wie die „Never Sleep Again“-Tour mit Hawthorne Heights, Bayside und Aiden, die aber ein tragisches, vorzeitiges Ende fand, da John „Beatz“ Holohan, der Schlagzeuger von Bayside, bei einem Autounfall ums Leben kam.
Nach dreimonatiger Pause begannen sie mit den Arbeiten an ihrem nächsten Album Arrivals & Departures, welches Anfang Juli 2007 in den Läden erschien. Nebenbei wirkten sie 2007 mit einer Akustikversion von Red Light Pledge an dem Projekt Punk Goes Acoustic 2 mit, bei dem auch Bands wie +44 oder Anti-Flag vertreten sind.
Ebenfalls wirkten sie 2009 mit einer Coverversion von Apologize (OneRepublic) an dem Projekt Punk goes Pop II mit.
Am 31. März 2009 wurde ihr viertes Studioalbum A Shipwreck in the Sand international veröffentlicht.
Am 26. April 2011 veröffentlichten sie ihr nächstes Studioalbum Rescue. Shane sagte dazu, dass die Musik eine Mischung zwischen Discovering the Waterfront und A Shipwreck in the Sand sein wird.
Das sechste Studioalbum Short Songs erschien am 10. Februar 2012.
Im September 2012 gab die Band bekannt, dass Gitarrist Neil Boshart nicht länger Teil von Silverstein sei. Seinen Part übernimmt dafür Paul Marc Rousseau, ein guter und langjähriger Freund der Band.
Am 26. November 2012 wurde das siebte Studioalbum This Is How the Wind Shifts der Kanadier angekündigt. Dieses wird ebenfalls ein Konzeptalbum sein, wie es „A Shipwreck In The Sand“ auch schon war. Am selben Tag noch wurde der erste Titel des Albums, namentlich Stand Amid the Roar, und ein Album-Trailer veröffentlicht. Zuvor wurde eine Teaser-Webseite veröffentlicht, die das Ankündigungsdatum zeigte.

## Stil
Silverstein sehen sich selbst als eine von vielen Musikstilen beeinflusste Band, welche gegründet wurde mit dem Ziel eine Musik zwischen Emo, Hardcore und Metal zu spielen. In Bezug auf ihr Debütalbum „When Broken Is Easily Fixed“ betiteln sie ihren Stil als „den neuen, anderen Stil des Post-Hardcore bzw. Screamo“. Das Folgealbum „Discovering the Waterfront“ wird von Silverstein als mehr in Richtung Metal gehendes, jedoch auch mit Pop-Elementen gespicktes Werk beschrieben.

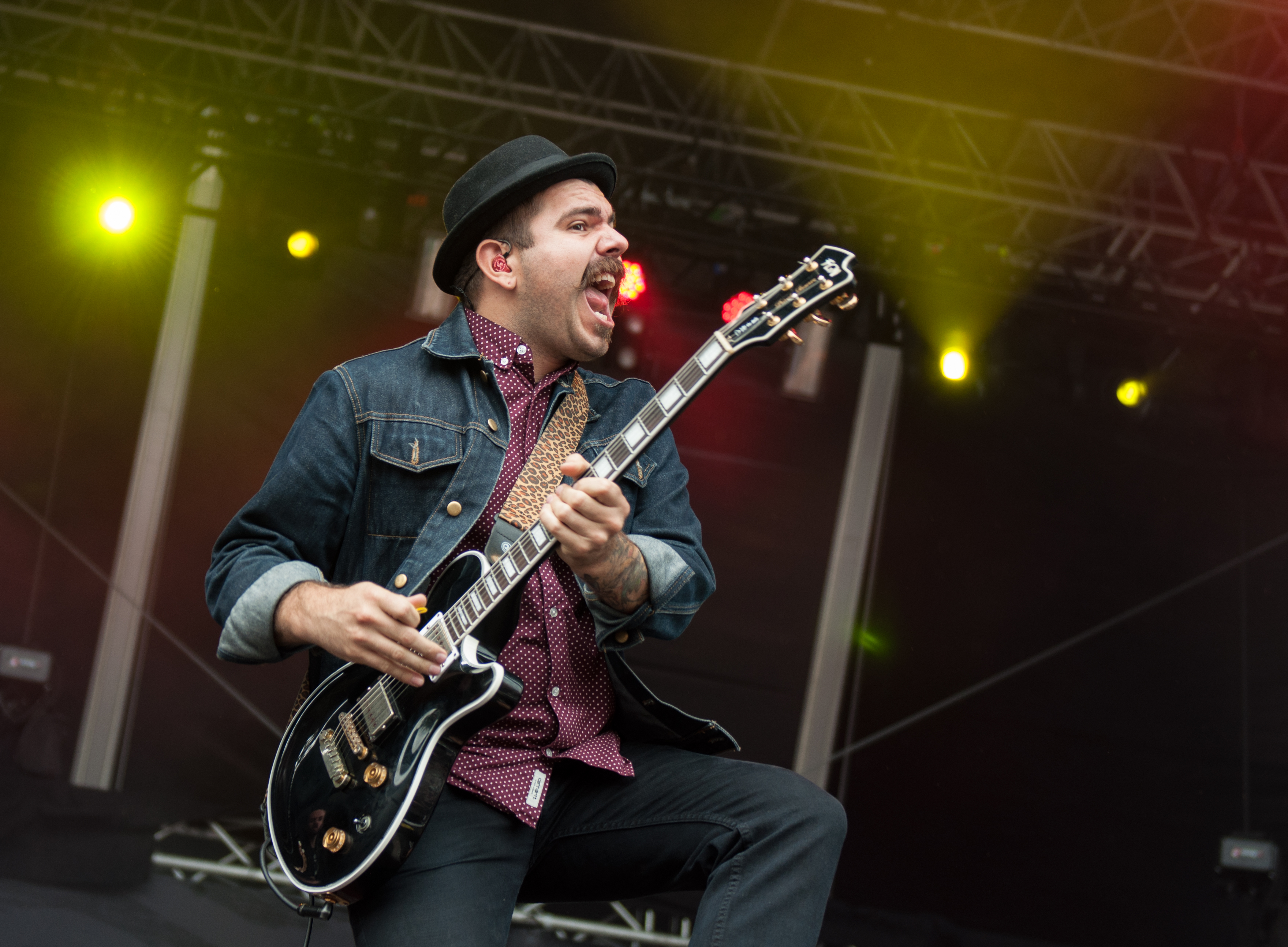
Josh Bradford
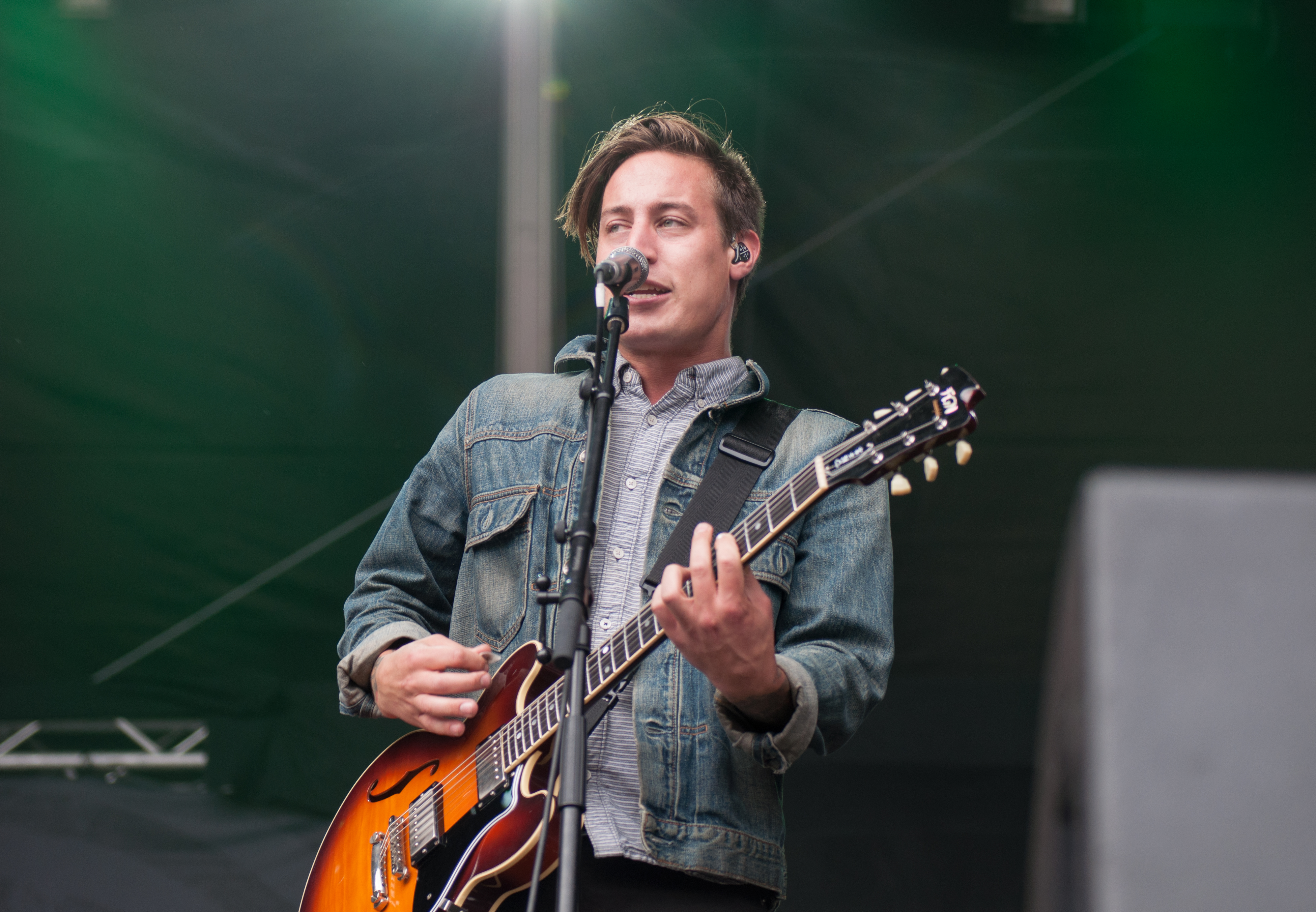
Paul Marc Rousseau
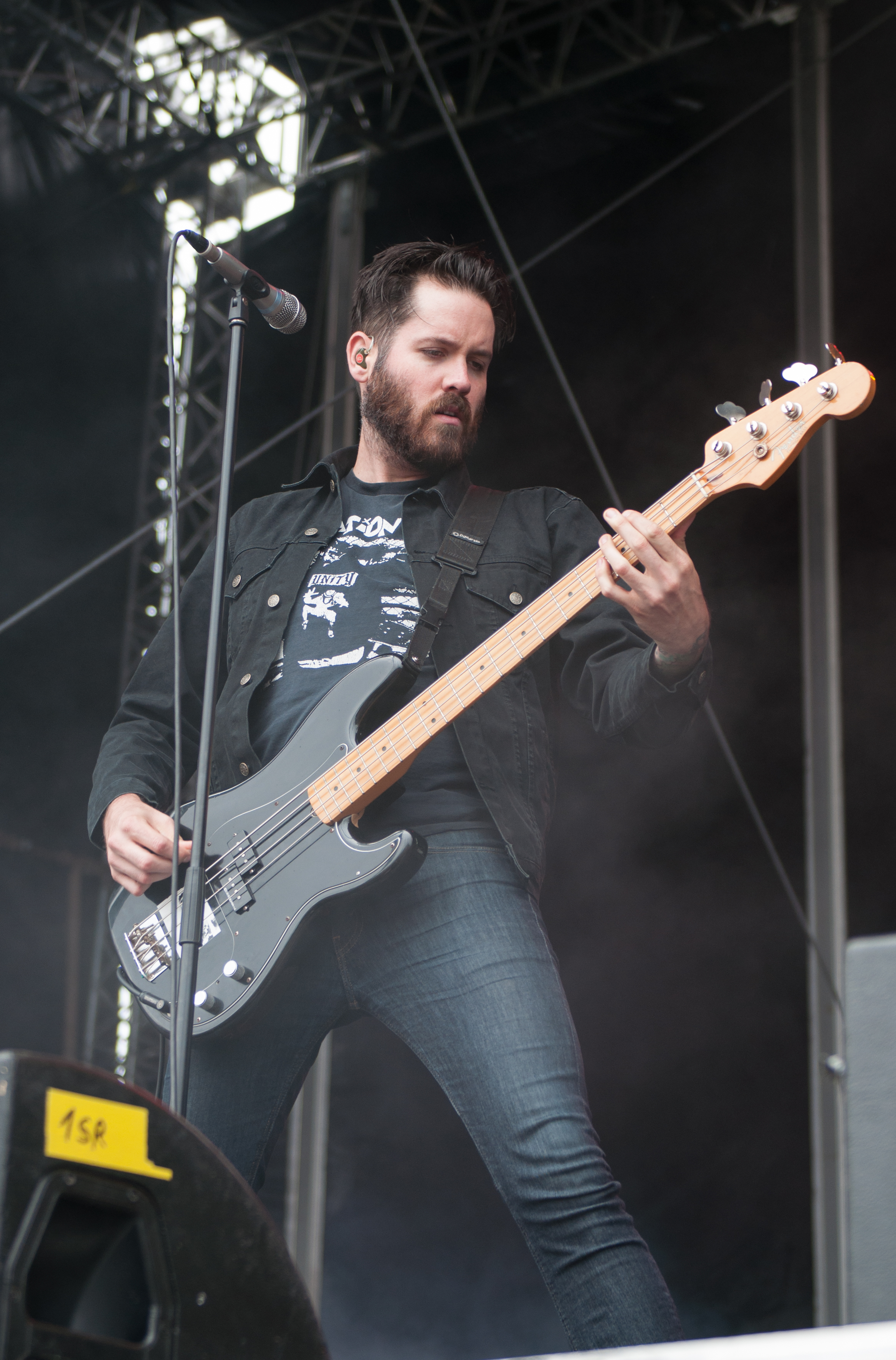
Bill Hamilton

## Diskografie

### Studioalben
- 2003: When Broken Is Easily Fixed (Victory Records)
- 2005: Discovering the Waterfront (Victory Records, CA: Gold)[4]
- 2007: Arrivals & Departures (Victory Records)
- 2009: A Shipwreck in the Sand (Victory Records)
- 2011: Rescue (Hopeless Records)
- 2012: Short Songs (Hopeless Records)
- 2013: This Is How the Wind Shifts (Hopeless Records)
- 2015: I Am Alive in Everything I Touch (Rise Records)
- 2017: Dead Reflection (Rise Records)
- 2020: A Beautiful Place to Drown (UNFD)
- 2022: Misery Made Me (UNFD)
- 2025: Antibloom (UNFD)

### Kompilationen
- 2006: 18 Candles: The Early Years (Victory Records)
- 2019: Redux: The First 10 Years (eigenständig)

### Livealben
- 2010: Decade (Live at the El Mocambo) (Victory Records)

### EPs
- 2001: Summer’s Stellar Gaze (eigenständig)
- 2002: When The Shadows Beam (eigenständig)
- 2010: Transitions (Hopeless Records)
- 2011: Support Your Local Record Store (Hopeless Records)
- 2011: The Artist (Hopeless Records)
- 2012: Forget Your Heart (Piano-Version)
- 2012: Stand Amid the Roar (Hopeless Records)
- 2013: Massachusetts (Hopeless Records)
- 2013: I Will Illuminate (Hopeless Records)
- 2015: A Midwestern State of Emergency (Rise Records)
- 2016: Ghost (Rise Records)
- 2017: Retrograde (Rise Records)
- 2017: Lost Positives (Rise Records)
- 2018: The Afterglow / Aquamarine (Rise Records)
- 2019: Burn It Down (UNFD)
- 2019: Disarm (Hopeless Records)

### Singles
- 2005: Smile in Your Sleep (US: Gold)